# قمة الناتو بروكسال 2018
اجتماع قمة الناتو 2018 هي القمة التي عقدت في اقليم بروكسيل عاصمة بلجيكا لدول حلف شمال الأطلسي في الفترة من 11-12 يوليو 2018، حيث حضرها قادة ورؤساء حكومات الدول الأعضاء في الناتو بالإضافة للحضور من خارج الأعضاء.

## الحضور والشخصيات البارزة

### الدول الاعضاء
| - ألبانيا – رئيس الوزراء إيدي راما - بلجيكا – King فيليب ملك بلجيكا رئيس وزراء بلجيكا شارل ميشيل - بلغاريا – الرئيس رومن راديف - كندا – رئيس الوزراء جاستن ترودو - كرواتيا – الرئيسة كوليندا غرابار كيتاروفيتش - جمهورية التشيك – الرئيس ميلوش زيمان - الدنمارك – رئيس الوزراء لارس لوكه راسموسن - إستونيا – رئيس الوزراء يوري راتاس - فرنسا – الرئيس إيمانويل ماكرون - ألمانيا – مستشار ألمانيا أنغيلا ميركل - اليونان – رئيس الوزراء أليكسيس تسيبراس - المجر – رئيس وزراء المجر فيكتور أوربان - آيسلندا – رئيس الوزراء كاترين ياكوبسدوتير - إيطاليا – رئيس الوزراء جوزيبي كونتي - لاتفيا – الرئيسريموندز فيجونس | - ليتوانيا – الرئيس داليا غريباوسكايتي - لوكسمبورغ – رئيس الوزراء كزافييه بيتل - الجبل الأسود – رئيس الوزراء دوشكو ماركوفيتش - هولندا – رئيس الوزراء مارك روته - النرويج – رئيس الوزراء إرنا سولبرغ - بولندا – الرئيس أندجي دودا - البرتغال – رئيس الوزراء أنطونيو كوستا - رومانيا – الرئيس ‏ كلاوس يوهانيس - سلوفاكيا – الرئيس آندريه كيسكا - سلوفينيا – رئيس الوزراء ميرو تسيرار - إسبانيا – رئيس وزراء إسبانيا بيدرو سانشيز (سياسي) - تركيا – الرئيس رجب طيب أردوغان - المملكة المتحدة – رئيس الوزراء تيريزا ماي - الولايات المتحدة – الرئيس دونالد ترامب - الناتو – الأمين العام لحلف الناتو ينس ستولتنبرغ |

### الدول غير الاعضاء
- أرمينيا – رئيس الوزراء نيكول باشينيان[3]
- أذربيجان – الرئيس إلهام علييف
- فنلندا – الرئيس ساولي نينيستو[4]
- جورجيا – الرئيس جيورجي مارغفيلاشفيلي[5]
- أوكرانيا – الرئيس بترو بوروشنكو[6]

## الجدال
في افتتاح محادثات المؤتمر رئيس الولايات المتحدة دونالد ترامب سبب جدلا حولالطاقة مع روسيا زاعما أن "ألمانيا تسيطر عليها روسيا بالكامل نتيجة اعتمادها على روسيا بالطاقة
```
.
[
7
]
 
German's Chancellor
، 
Angela Merkel
, who grew up in Soviet controlled 
East Germany
, rebuffed Trump's comments and noted "I have experienced myself how a part of Germany was controlled by the 
Soviet Union
. انا سعيدة اليوم باتحاد جمهورية المانياالفدرالية. Because of that we can say that we can make our independent policies and make independent decisions.'
[
8
]
```

## الأمن
لأول مرة تم استخدام نظام الكشف عن الطائرة بدون طيار (وهي قبة بيضاء تُرى على السطح الأيمن لصورة مبنى القمة)

## روابط خارجية
- الموقع الرسمي للناتو